# Hellbrunner Bühel
Hellbrunner Bühel är en kulle i Österrike.   Den ligger i distriktet Salzburg Stadt och förbundslandet Salzburg, i den centrala delen av landet, 250 km väster om huvudstaden Wien. Toppen på Hellbrunner Bühel är 489 meter över havet.
Terrängen runt Hellbrunner Bühel är varierad. Runt Hellbrunner Bühel är det ganska tätbefolkat, med 83 invånare per kvadratkilometer.. Närmaste större samhälle är Salzburg, 4,8 km norr om Hellbrunner Bühel. 
I omgivningarna runt Hellbrunner Bühel växer i huvudsak blandskog.